# 布哈拉胡達斯
布哈拉胡達斯，是一個位於中亞河中地區布哈拉的粟特本地王國，統治時期由681年–890年。這個王國在開國後不久便被納內倭馬亞王朝，但仍向中國尋求支持獨立。王國後來被併入阿拔斯帝國內的獨立國薩曼王朝，但仍保有王室後裔身分。